# Филотеи
Филотеи (грч. Φιλοθέη) је насељено место у општини Седес у периферији Средишња Македонија, Грчка. Према попису из 2021. године било је 389 становника.
Филотеи се води као посебно насеље од 2013. године.